# Esben Lykke-Seest
Esben Lykke-Seest, född 10 juli 1905 i Aker, död 8 februari 1988, var en norsk barnskådespelare.
Lykke-Seest medverkade på 1910-talet i tre av fadern Peter Lykke-Seests filmer. Han debuterade 1917 i De forældreløse där han spelade huvudrollen som Lille-Jens. År 1919 spelade han Edvard i Æresgjesten och huvudrollen som Esben i Historien om en gut. Den sistnämnde filmen blev en succé både i Norge och internationellt och ledde för Esben Lykke-Seests del till ett anbud om att spela i Hollywood, något han dock tackade nej till.

## Filmografi
- 1917 – De forældreløse
- 1919 – Æresgjesten
- 1919 – Historien om en gut